# Saporischstal

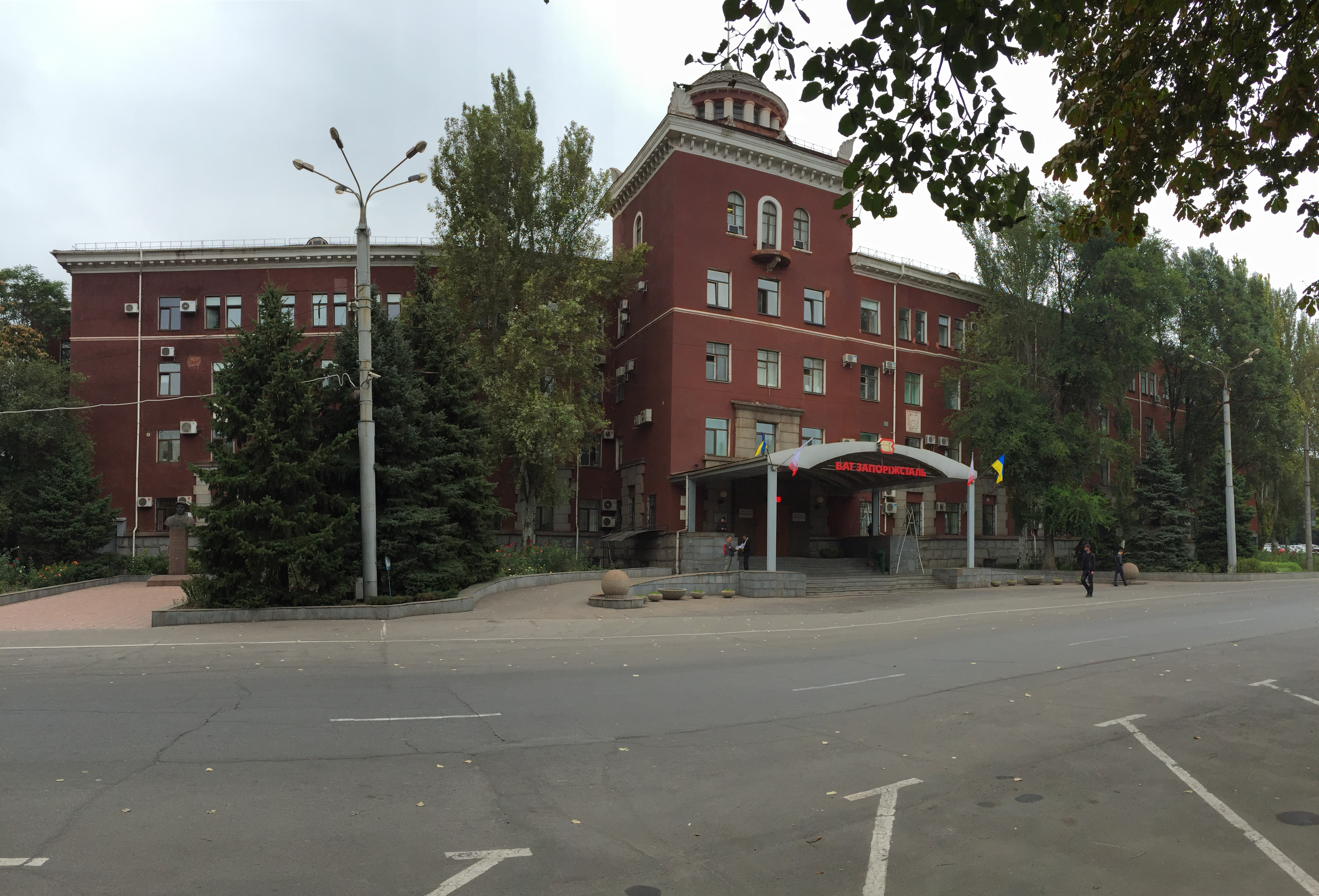
Die Hauptverwaltung

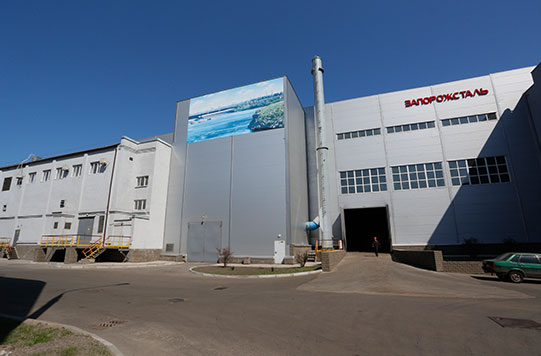
NTA-4-Produktionslinie im Werk

Saporischstal (ukrainisch Запорізький металургійний комбінат «Запоріжсталь») ist der viertgrößte Stahlhersteller der Ukraine mit einer Jahreskapazität von 4,5 Millionen Tonnen Stahl, 3,3 Millionen Tonnen Roheisen und 4,1 Millionen Tonnen Fertigstahlprodukten.
Das 1933 gegründete Unternehmen befindet sich in der Stadt Saporischschja in einer Region mit der höchsten Pro-Kopf-Stromleistung in der Ukraine in der Nähe von Rohstofflieferanten und Stahlverbrauchern (Rohr- und Maschinenbauunternehmen). Im Rahmen des deutschen Iwan-Programmes (1942–1943) wurde die Fabrik ab 1942 zur Munitionsherstellung (Granaten) verwendet. Heute ist das Unternehmen eine offene Aktiengesellschaft mit rund 14.300 Arbeitnehmern und ist der größte Arbeitgeber in Saporischschja. Das Unternehmen ist seit 2010 an der Ukrainischen Börse notiert.

Das Unternehmen ist ukraineweit der einzige Hersteller von kaltgewalzten Blechen, die in der Automobilherstellung verwendet werden, sowie Blechen aus poliertem Edelstahl und legiertem Stahl. 

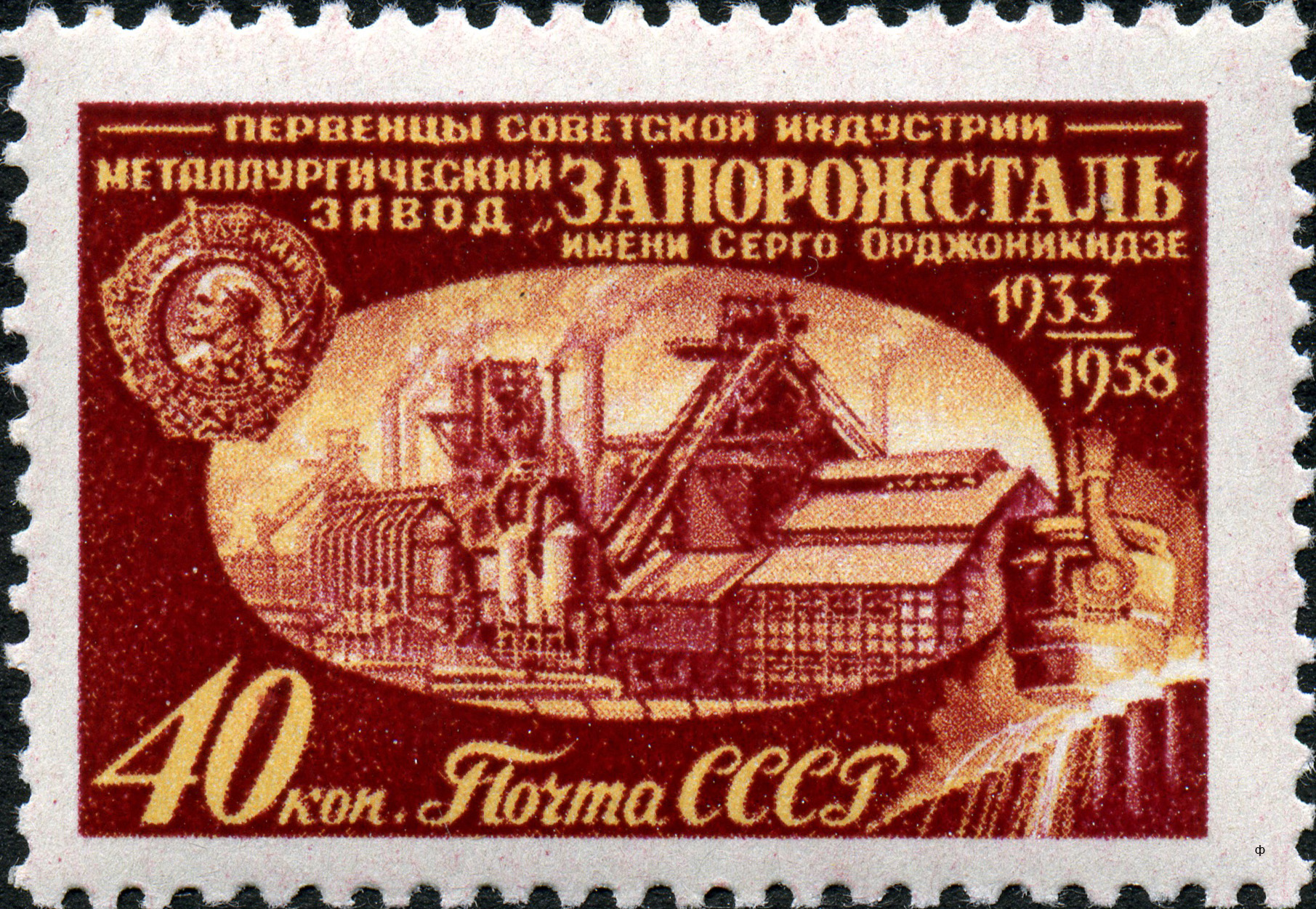
1958 wurde das Werk anlässlich seines 25-jährigen Jubiläums mit der Gestaltung einer Briefmarke geehrt